# Maurice Polard
Pour les articles homonymes, voir Polard (homonymie).
Maurice Polard est un romancier et nouvelliste français né à Guipavas le 19 septembre 1932 et mort le 19 avril 2022. Après son enfance à Tréflez, il poursuit ses études à Lesneven et à Brest puis à Rennes où il obtient l'agrégation d'anglais. Il fit sa carrière de professeur à Landerneau et Brest.
Son premier roman, La Saison du maître, très remarqué à l'époque, évoque la guerre scolaire en Bretagne dans le milieu des années 1980.
Il a aussi traduit le roman Le dernier du nom de Charles Mc Glinchey, écrivain irlandais décédé en 1954.